# Papa Alexandru al IV-lea
Papa Alexandru al IV-lea (n. secolul al XII-lea, Jenne, Lazio, Regatul Italiei – d. 25 mai 1261, Viterbo, Lazio, Regatul Italiei) a fost al 181-lea papă al Bisericii Catolice.

## Viața
Pe linie maternă descendent al nobilei familii a Conților de Segni (Conti di Segni), din care mai fuseseră deja doi papi iluștri:  Inocențiu al III-lea și  Grigore al IX-lea și care peste alțe câteva secole va da Bisericii un nou papă:  Inocențiu al XIII-lea. 
Rinaldo era fiul unei surori a lui Grigore al IX-lea, a cărui nume (al mamei) nu este cunoscut, și al lui Filippo al II-lea, Signorul de Jenne. Familia sa, originară din Anagni, s-a strămutat la Sessa Aurunca, motiv pentru care unele izvoare mai vechi îl prezintă ca fiind „di Patria Agnanino”.
Această înrudire a făcut ca mulți istorici să-l înscrie (în mod eronat) în casato dei Conti di Segni. 